# 金马村站
金马村站是位于云南省昆明市官渡区金马村的一个铁路车站，邮政编码650216。车站建于1958年，有沪昆铁路（贵昆铁路）经过该站，现办理客货运业务，车站及其上下行区间均已电气化。车站距离贵阳站624公里，隶属昆明铁路局，是三等站。